# Jan Kadlec
Jan Kadlec (29. března 1956, Praha – 30. listopadu 2023) byl český tanečník a bývalý sólista baletu Národního divadla v Praze. Jeho manželkou byla baletka Hana Vláčilová.

## Život
Baletu se začal věnovat už odmala, když ho rodiče v šesti letech přihlásili k Olze Páskové do Baletního učiliště Národního divadla v Praze, dnešní baletní přípravky Národního divadla. Zde ztvárnil své první dětské role, a to Vojáčka a Bratra Mášenky v Louskáčkovi. V letech 1968 až 1976 vystudoval taneční oddělení Konzervatoře Praha. Po absolvování byl angažován do baletního souboru Národního divadla v Praze. Po absolvování povinné vojny v Armádním uměleckém souboru Víta Nejedlého nadále působil v Národním divadle, ale už jako sólista baletu.
Tento všestranný tanečník se zde představil v řadě rolí, jako například Escamillo a Don José v Carmen, Coppélius v Coppélii, Apač v Dámě s kaméliemi, Basil v Donu Quijotovi, Hilarion a Albert v Giselle, Hoffmann v Hoffmannových povídkách, Paris Singer, Lenin a Smrt v Isadoře Duncan, Rudovous v Labutím jezeře, Princ a Drosselmeyer v Louskáčkovi, Alan a Colin v Marné opatrnosti L. Hertela, sólo v Návratu do neznámé země, Joe a Colombo Psí dečka v Někdo to rád…, Gremin v Oněginovi, Princ v Popelce, Norman Bates v Psycho, Tybalt v Romeovi a Julii, Kleon a titulní role ve Spartakovi, a také v Macbethovi. Mimo Národního divadla tančil i v Laterně magice.
Jeho manželkou byla baletka Hana Vláčilová, s níž se znal už z Baletního učiliště Národního divadla a na škole společně chodili do stejné třídy.
Jiskra ale přeskočila až v divadle a společně měli jednoho syna. Kvůli problémům s plotýnkami musel Jan Kadlec 16. srpna 2001 ukončit svou profesní kariéru. Později působil jako baletní mistr v baletu Divadla J. K. Tyla v Plzni.
V roce 1988 získal Cenu Českého literárního fondu za ztvárnění role Kazatele v baletu Jennifer. Za rok 1994 obdržel Cenu Thálie v oboru balet, pantomima a současný tanec za interpretaci kabaretního tanečníka v Někdo to rád… v Národním divadle v Praze. Na Cenu Thálie byl ještě nominován za rok 1998 za roli Drosselmayera v baletu Louskáček.